# Speleomantes
Genre
Speleomantes est un genre d'urodèles de la famille des Plethodontidae.
Les espèces de ce genre sont parfois nommées Spélerpès.

## Distribution
Sur les 8 espèces de ce genre, trois se rencontrent dans la péninsule d'Italie, et pour l'une d'entre elles jusqu'en France dans les Alpes-Maritimes, tandis que cinq espèces sont endémiques de Sardaigne.

## Liste des espèces
Selon Amphibian Species of the World (01 mars 2010) :
- Speleomantes ambrosii (Lanza, 1955)
- Speleomantes flavus (Stefani, 1969)
- Speleomantes genei (Temminck and Schlegel, 1838)
- Speleomantes imperialis (Stefani, 1969)
- Speleomantes italicus (Dunn, 1923)
- Speleomantes sarrabusensis Lanza, Leo, Forti, Cimmaruta, Caputo & Nascetti, 2001
- Speleomantes strinatii (Aellen, 1958)
- Speleomantes supramontis (Lanza, Nascetti & Bullini, 1986)

## Publication originale
- Dubois, 1984 : Miscellanea nomenclatorica batrachologica (IV). Alytes, vol. 3, p. 103-110.